# 4866 Badillo
4866 Badillo је астероид главног астероидног појаса чија средња удаљеност од Сунца износи 3 астрономских јединица (АЈ).
Апсолутна магнитуда астероида је 11,7.